# Coltea Brașov
Le Coltea Brașov était un club de football roumain, aujourd'hui disparu et basé à Brașov en Roumanie.

Le club n'a existé que durant 11 ans, mais il a participé durant 4 saisons au championnat national de Roumanie, entre 1926 et 1929. Lors de sa 3e participation, en 1928, le Coltea remporte le titre, mettant fin au règne du grand club roumain des années 1920, le Chinezul Timișoara, tenant du titre depuis 6 ans. Ce sera le seul titre de l'équipe, puisque devenant une équipe appartenant à l'armée, elle disparaît du paysage footballistique roumain en 1931, laissant le Brasovia Brașov rester le seul club de la ville de Brașov.

## Palmarès
- Championnat de Roumanie :
  - Vainqueur : 1928
  - Finaliste : 1927

## Grands noms
- István Avar

1. ↑  Seuls les principaux titres en compétitions officielles sont indiqués ici.